# William Henry Whyte
William Henry Whyte (* 24. Januar 1829; † 9. September 1912) war ein britischer Seeoffizier der Royal Navy und zuletzt Admiral, der unter anderem von 1884 bis 1885 stellvertretender Kommandeur des Kanal-Geschwaders (Second-in-Command Channel Squadron) war.

## Leben

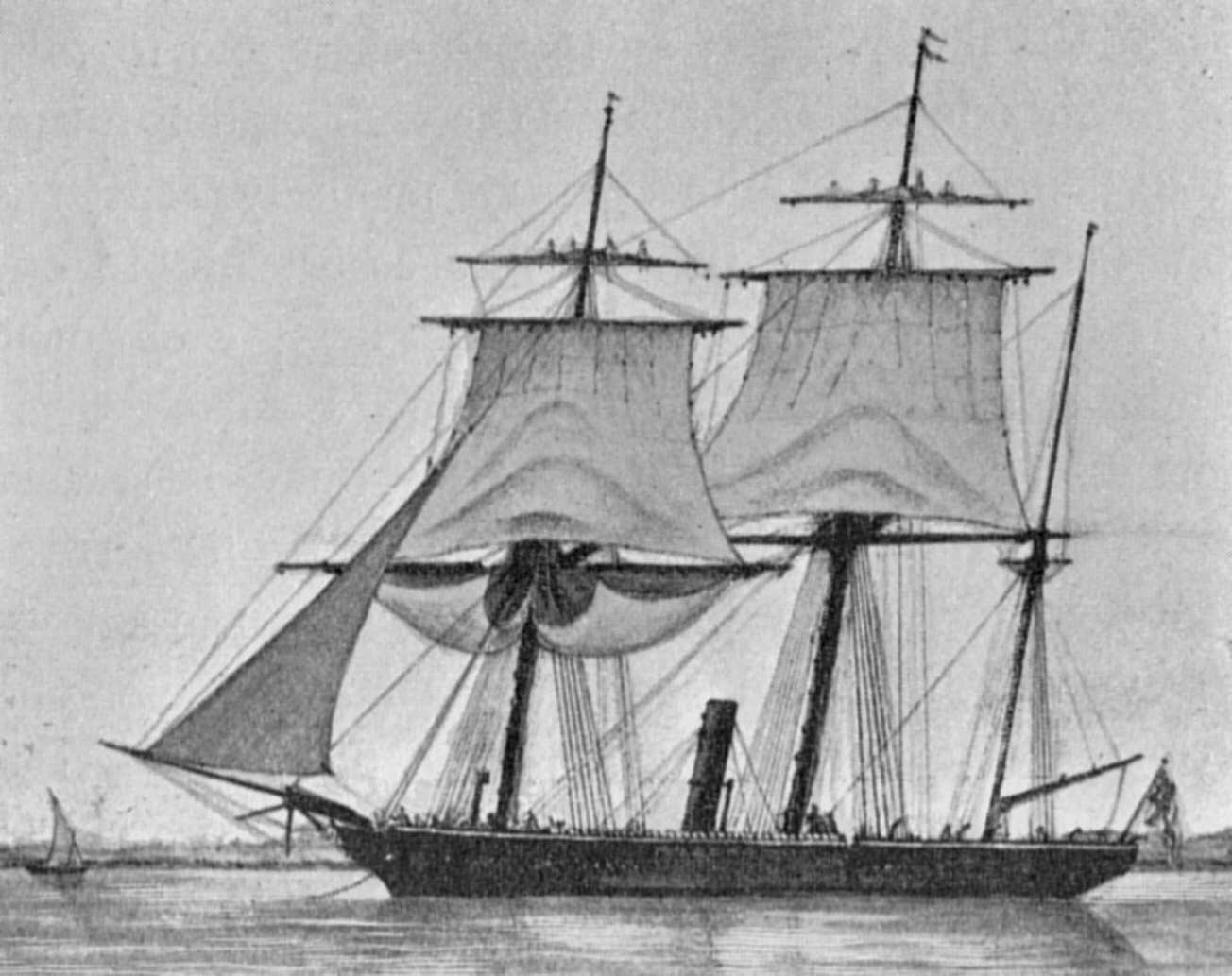
Whyte war von 1861 bis 1864 Kommandant des Kanonenbootes HMS Surprise.

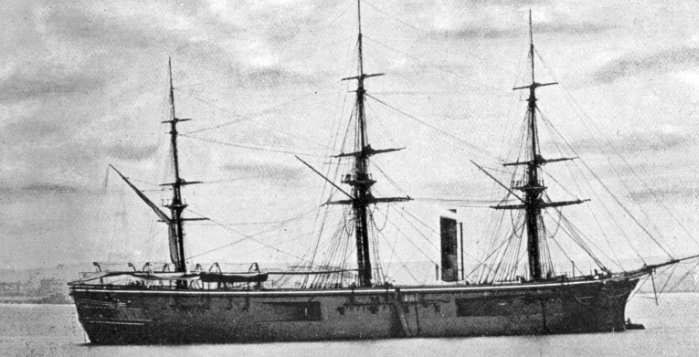
Kapitän zur See Whyte wurde 1879 Kommandant der Gepanzerten Korvette HMS Penelope.

William Henry Whyte, dritter Sohn von Captain Edward Whyte, trat im Mai 1841 in die Royal Navy ein und wurde am 11. Mai 1849 zum Lieutenant befördert. In den 1850er Jahren nahm er während des Krimkrieges an Bord der Sloop HMS Desperate und der Korvette HMS Pylades an Fahrten in der Ostsee teil. Am 14. März 1857 wurde er Kommandant des Kanonenbootes HMS Teazer, mit dem er bis zum 9. April 1858 an der Westküste Afrikas eingesetzt war und wo er am 1. April 1858 seine Beförderung zum Commander erhielt. Er war vom 19. Juni 1861 bis zum 20. August 1864 Kommandant des Kanonenbootes HMS Surprise, das zur Mittelmeerflotte (Mediterranean Fleet) gehörte, und wurde am 25. Juli1 1864 zum Captain befördert. Am 1. Dezember 1870 übernahm er auf der Marinebasis Devonport in Plymouth den Posten als Kommandant der Korvette HMS Cadmus, die erst zum Freien Geschwader (Detached Squadron) gehörte und von ihm im April 1872 zur Marinestation China (China Station) überführt wurde. Nach seiner Rückkehr wurde er am 10. März 1875 für kurze Zeit Kommandant der Gepanzerten Fregatte HMS Achilles, die als Wachschiff der Küstenwache in Liverpool diente. Kurz darauf wurde er jedoch am 11. Juni 1875 Kommandant der Panzerfregatte HMS Warrior, die zunächst zum Kanalgeschwader (Channel Squadron) gehörte und ab 1876 ebenfalls in der Küstenwache diente, und hatte dieses Kommando bis zum 14. März 1878 inne.
Am 1. November 1878 wurde Kapitän zur See Whyte Kommandant des Linienschiffs HMS Royal Adelaide, das als Flaggschiff des Oberkommandierenden von Devonport (Commander-in-Chief, Devonport), Admiral Arthur Farquhar, diente. Er behielt diesen Posten bis zum 30. Oktober 1879 und wurde daraufhin Kommandant der Gepanzerten Korvette HMS Penelope, das Flaggschiffs des Admiral-Superintendenten der Küstenwache, Admiral Alfred Ernest Albert, Duke of Edinburgh.
Whyte wurde am 3. Januar 1881 zum Rear-Admiral befördert und übernahm am 13. Mai 1884 von Konteradmiral John Wilson den Posten als stellvertretender Kommandeur des Kanal-Geschwaders (Second-in-Command Channel Squadron). Diesen Posten, mit der Panzerfregatte HMS Agincourt unter Captain Frederick Robinson als Flaggschiff, hatte er bis zum 3. Juli 1885 inne und wurde daraufhin von Konteradmiral Algernon Heneage abgelöst. Er wurde am 18. Oktober 1887 zum Vice-Admiral sowie am 25. Juli 1892 noch zum Admiral befördert und trat kurz darauf am 9. August 1892 mit diesem Dienstgrad in den Ruhestand.
Whyte heiratete 1880 Katherine Mary Segrave.